# Eleotris daganensis
Eleotris daganensis är en fiskart som beskrevs av Steindachner, 1870. Eleotris daganensis ingår i släktet Eleotris och familjen Eleotridae. IUCN kategoriserar arten globalt som livskraftig. Inga underarter finns listade i Catalogue of Life.